# 마카제 스즈호
마카제 스즈호(일본어: 真風 涼帆 まかぜ すずほ[*], 7월 18일 - )는 다카라즈카 가극단 소라구미에 소속되어있는 남역이다. 전 소라구미 톱스타이다.
구마모토현 키쿠치군, 현립 오오즈 고등학교 출신이다. 키 175cm, 혈액형은 B형이다. 애칭은 「유리카」, 「스즈호」이다.

## 약력
2004년, 다카라즈카 음악학교에 입학
2006년, 다카라즈카 가극단 92기생으로 입단. 입단 당시 성적은 15번. 소라구미 공연 「NEVER SAY GOODBYE」로 초무대. 그 후, 호시구미에 배속
하급생시절부터 품위 있는 자세로 주목을 끌어, 2009년, 아란 케이ㆍ토노 아스카 톱 콤비 퇴단 공연 「My dear New Orleans」에서 신인공연 첫 주연. 그 후에도 다섯 차례에 걸쳐 신인공연 주연을 맡았다.
2011년, 「랜슬롯」에서 바우홀 공연 첫 주연.
2013년, 「햇빛이 드는 쪽으로」 (드라마시티ㆍ일본청년관 공연에서 동상 공연 첫 주연.
2015년 5월 11일자로, 소라구미로 조이동. 같은 해, 아사카 마나토ㆍ미사키 리온 톱 콤비 대극장 오히로메 공연 「왕가에 바치는 노래」에서 신생 소라구미 니반테가 된다.
2016년, 「뱀파이어 석세션」 (드라마시티ㆍKAAT카나가와예술극장으로, 2번째 동상 공연 주연.
2017년 11월 20일자로, 소라구미 8대 톱스타에 취임. 상대역으로 호시카제 마도카를 맞이해, 다음해 「WEST SIDE STORY」 (도쿄국제포럼 공연)에서 톱콤비 오히로메.
2021년, 호시카제의 전과 이동에 따라 준 하나를 두번째 상대역으로 맞이해, 「셜록 홈즈／Délicieux!」에서 새로운 톱 콤비 대극장 오히로메.

## 인물
어머니가 댄스 교실을 하시기도 했고, 어렸을 때부터 춤추는 것을 좋아했다. 6살 아래의 남동생이 있어. 자주 돌보기도 했다.
초등학교 시절에는 피아노, 습자, 주판을 배웠다.
중학교에서는 친구의 권유로 탁구부에 소속되어 있었다.
중학교 3학년 때, 고향에서 츠키구미 전국투어 공연 「대해적／재즈매니아」로 다카라즈카를 접하게 되었다. 회장에 놓여있던 음악학교 원서를 보고, 어머니의 권유로 중학교 졸업 때에 응시했지만, 아무런 준비도 하지 않고 했기 때문에 2차 시험에서 불합격했다. 수험 후에, 하나구미 공연 「호박색 비에 젖어／Cocktail」을 보고, "역시 여기에 들어가고 싶다"라고 강하게 생각하게 되어, 고교 입학 후에 성악이나 발레를 배우기 시작했다.
고등학교 2학년 때, 체육제의 창작 댄스 발표에 반이 열심히 하여, 학교 대표로 선발되어 쿠마모토현 발표회에 참가해 입상한 적이 있다.
이것이 마지막 수험이라고 결정한 3번째의 수험으로, 음악학교에 무사히 합격했다.

## 주요 무대
| 기간 (월)                   | 소속 | 제목                                                    | 공연장                                 | 배역 | 비고                              |
| --------------------------- | ---- | ------------------------------------------------------- | -------------------------------------- | --- | --------------------------------- |
| 2006년                      |      |                                                         |                                        | |                                   |
| 3 - 5                       | 소라 | NEVER SAY GOODBYE                                       | 다카라즈카 대극장                      | | 초무대                            |
| 8 - 11                      | 호시 | 사랑하기엔 너무나도 짧다                                | 다카라즈카 대극장 도쿄 다카라즈카 극장 | 헨리 |                                   |
| 8 - 11                      | 호시 | 네오 댄디즘!                                            | 다카라즈카 대극장 도쿄 다카라즈카 극장 | |                                   |
| 2007년                      |      |                                                         |                                        | |                                   |
| 1                           | 호시 | 헬로! 댄싱                                              | 바우홀                                 | |                                   |
| 3 - 7                       | 호시 | 벚꽃                                                    | 다카라즈카 대극장 도쿄 다카라즈카 극장 | |                                   |
| 3 - 7                       | 호시 | 시크릿 헌터                                             | 다카라즈카 대극장 도쿄 다카라즈카 극장 | |                                   |
| 9                           | 호시 | KEAN                                                    | 일생극장                               | 프란시스코 |                                   |
| 11 - 2008년 2               | 호시 | 엘 아르콘 -매-                                          | 다카라즈카 대극장 도쿄 다카라즈카 극장 | 로즈 캡틴 블랙 (신인공연)                                                                                            | 본역 : 카즈 료                    |
| 11 - 2008년 2               | 호시 | 레뷰 ㆍ오르키스 -난초의 별-                             | 다카라즈카 대극장 도쿄 다카라즈카 극장 | |                                   |
| 2008년                      |      |                                                         |                                        | |                                   |
| 4                           | 호시 | ANNA KARENINA                                           | 바우홀                                 | 셀프호프스코이 |                                   |
| 6 - 10                      | 호시 | THE SCARLET PIMPERNEL                                   | 다카라즈카 대극장 도쿄 다카라즈카 극장 | 아르망 생 쥬스트 (신인공연)                                                                                          | 본역 : 카즈 료                    |
| 11                          | 호시 | 부에노스아이레스의 바람                                 | 일본청년관 바우홀                      | 마르셀로 |                                   |
| 2009년                      |      |                                                         |                                        | |                                   |
| 2 - 4                       | 호시 | My dear New Orleans                                     | 다카라즈카 대극장 도쿄 다카라즈카 극장 | 조 콜먼 조이 비 (신인공연)                                                                                           | 본역 : 아란 케이 신인공연 첫 주연 |
| 2 - 4                       | 호시 | 아비안트                                                | 다카라즈카 대극장 도쿄 다카라즈카 극장 | |                                   |
| 6 - 9                       | 호시 | 태왕사신기 Ver.Ⅱ                                        | 다카라즈카 대극장 도쿄 다카라즈카 극장 | 쵸로 담덕 (신인공연)                                                                                                 | 본역 : 유즈키 레온 신인공연 주연  |
| 10 - 11                     | 호시 | 코임브라 이야기                                         | 드라마시티 일본청년관                  | 로드리게스 |                                   |
| 2010년                      |      |                                                         |                                        | |                                   |
| 1 - 3                       | 호시 | 합스부르크의 보검                                       | 다카라즈카 대극장 도쿄 다카라즈카 극장 | 칼 알렉산더 폰 로트링겐 프란츠 슈테판 (신인공연)                                                                     | 본역 : 오우키 카나메              |
| 1 - 3                       | 호시 | BOLERO                                                  | 다카라즈카 대극장 도쿄 다카라즈카 극장 | |                                   |
| 4 - 5                       | 호시 | 격정                                                    | 전국투어                               | 레멘다트 |                                   |
| 4 - 5                       | 호시 | BOLERO                                                  | 전국투어                               | |                                   |
| 7 - 8                       | 호시 | 로미오와 줄리엣                                         | 우메다 예술극장 하카타좌               | 죽음 |                                   |
| 10 - 12                     | 호시 | 다카라즈카 하나노오도리 에마키                          | 다카라즈카 대극장 도쿄 다카라즈카 극장 | |                                   |
| 10 - 12                     | 호시 | 사랑과 청춘의 여행                                      | 다카라즈카 대극장 도쿄 다카라즈카 극장 | 에디 폴리 중사 (신인공연)                                                                                            | 본역 : 오우키 카나메              |
| 2011년                      |      |                                                         |                                        | |                                   |
| 1 - 2                       | 호시 | 메이짱의 집사                                           | 바우홀 일본청년관                      | 시노부 |                                   |
| 4 - 5                       | 호시 | 노바 보사 노바                                          | 다카라즈카 대극장                      | 멜 부인 / 마르 / 오르 멜 부인 (신인공연)                                                                             |                                   |
| 4 - 5                       | 호시 | 만남은 다시 한번                                        | 다카라즈카 대극장                      | 에르모클라트 오스웰 마키스                                                                                           |                                   |
| 6 - 7                       | 호시 | 노바 보사 노바                                          | 도쿄 다카라즈카 극장                   | 마르 / 오르 / 멜 부인 도어 보이 (신인공연)                                                                           | 본역 : 마오 유우키                |
| 6 - 7                       | 호시 | 만남은 다시 한번                                        | 도쿄 다카라즈카 극장                   | 에르모클라트 오스웰 마키스                                                                                           |                                   |
| 8 - 9                       | 호시 | 랜슬롯                                                  | 바우홀                                 | 랜슬롯 | 바우 첫 주연                      |
| 11 - 2012년 2               | 호시 | 오션스 11                                               | 다카라즈카 대극장 도쿄 다카라즈카 극장 | 라이너스 콜드웰 대니 오션 (신인공연)                                                                                 | 본역 : 유즈키 레온 신인공연 주연  |
| 2012년                      |      |                                                         |                                        | |                                   |
| 3 - 4                       | 호시 | 유즈키 레온 스페셜 라이브 『REON!!』                    | 드라마시티 일본청년관                  | |                                   |
| 5 - 8                       | 호시 | 댄서 세레나타                                           | 다카라즈카 대극장 도쿄 다카라즈카 극장 | 루이스 이사악 발트로우 (신인공연)                                                                                    | 본역 : 유즈키 레온 신인공연 주연  |
| 5 - 8                       | 호시 | Celebrity                                               | 다카라즈카 대극장 도쿄 다카라즈카 극장 | |                                   |
| 9                           | 호시 | 장 루이 파종 -왕비의 조향사-                            | 바우홀 일본청년관                      | 한스 악셀 폰 페르젠 백작                                                                                             |                                   |
| 11 - 2013년 2               | 호시 | 다카라즈카 자포니즘 ~서파급~                            | 다카라즈카 대극장 도쿄 다카라즈카 극장 | |                                   |
| 11 - 2013년 2               | 호시 | 만남은 다시 한번 2nd~Star Bride~                        | 다카라즈카 대극장 도쿄 다카라즈카 극장 | 에르모클라트 오스웰 마키스                                                                                           |                                   |
| 11 - 2013년 2               | 호시 | Étoile de TAKARAZUKA                                    | 다카라즈카 대극장 도쿄 다카라즈카 극장 | 에트와르옴A / 아르덴바라 / 발고옴S3 / 에트와르가르손A 무슈에트와르 / 스페셜 에트와르/ 발고옴S1 / 아드레옴 (신인공연) | 본역 : 유즈키 레온 신인공연 주연  |
| 2013년                      |      |                                                         |                                        | |                                   |
| 3 - 4                       | 호시 | 남태평양                                                | 드라마시티 일본청년관                  | 조지프 케이블 |                                   |
| 5 - 8                       | 호시 | 로미오와 줄리엣                                         | 다카라즈카 대극장 도쿄 다카라즈카 극장 | 죽음 / 디폴트 |                                   |
| 10                          | 호시 | 햇빛이 드는 쪽으로                                      | 드라마시티 일본청년관                  | 지킬 / 이데이 | 동상 첫 주연                      |
| 2014년                      |      |                                                         |                                        | |                                   |
| 1 - 3                       | 호시 | 잠들지 않는 남자 나폴레옹 -사랑과 영광의 끝에-          | 다카라즈카 대극장 도쿄 다카라즈카 극장 | 뮤라 |                                   |
| 5 - 6                       | 호시 | 태양왕 ~르 로와 소레이유~                               | 토큐시어터오브                         | 보폴 |                                   |
| 7 - 10                      | 호시 | The Lost Glory -아름다운 환영-                          | 다카라즈카 대극장 도쿄 다카라즈카 극장 | 커티스 댄포드 |                                   |
| 7 - 10                      | 호시 | 패셔네이트 다카라즈카!                                  | 다카라즈카 대극장 도쿄 다카라즈카 극장 | |                                   |
| 11                          | 호시 | 유즈키 레온 슈퍼 리사이틀 『REON in BUDOKAN〜LEGEND〜』 | 일본무도관                             | |                                   |
| 2015년                      |      |                                                         |                                        | |                                   |
| 2 - 5                       | 호시 | 흑표와 같이                                             | 다카라즈카 대극장 도쿄 다카라즈카 극장 | 라파엘 데 비스타시오                                                                                                 |                                   |
| 2 - 5                       | 호시 | Dear DIAMOND!!                                          | 다카라즈카 대극장 도쿄 다카라즈카 극장 | |                                   |
| 6 - 8                       | 소라 | 왕가에 바치는 노래                                      | 다카라즈카 대극장 도쿄 다카라즈카 극장 | 우발드 |                                   |
| 10 - 11                     | 소라 | 멜랑콜릭 지고로                                         | 전국투어                               | 스탠 |                                   |
| 10 - 11                     | 소라 | 시트러스의 바람 Ⅲ                                       | 전국투어                               | |                                   |
| 2016년                      |      |                                                         |                                        | |                                   |
| 1 - 3                       | 소라 | Shakespeare〜하늘에 가득찬다는 끝없는 말의 잎사귀〜     | 다카라즈카 대극장 도쿄 다카라즈카 극장 | 조지 케어리 |                                   |
| 1 - 3                       | 소라 | HOT EYES!!                                              | 다카라즈카 대극장 도쿄 다카라즈카 극장 | |                                   |
| 5                           | 소라 | 뱀파이어 석세션                                         | 드라마시티 KAAT카나가와예술극장        | 시드니 알카드 | 동상 주연                         |
| 7 - 10                      | 소라 | 엘리자베트 -사랑과 죽음의 론도-                         | 다카라즈카 대극장 도쿄 다카라즈카 극장 | 프란츠 요제프 |                                   |
| 11 - 12                     | 소라 | 발렌시아의 뜨거운 꽃                                    | 전국투어                               | 라몬 칼드스 |                                   |
| 11 - 12                     | 소라 | HOT EYES!!                                              | 전국투어                               | |                                   |
| 2017년                      |      |                                                         |                                        | |                                   |
| 2 - 4                       | 소라 | 왕비의 관 -Château de la Reine-                         | 다카라즈카 대극장 도쿄 다카라즈카 극장 | 루이 14세 |                                   |
| 2 - 4                       | 소라 | VIVA! FESTA!                                            | 다카라즈카 대극장 도쿄 다카라즈카 극장 | |                                   |
| 8 - 11                      | 소라 | 신들의 토지                                             | 다카라즈카 대극장 도쿄 다카라즈카 극장 | 펠릭스 유스포프 |                                   |
| 8 - 11                      | 소라 | 클래시컬 비쥬                                           | 다카라즈카 대극장 도쿄 다카라즈카 극장 | |                                   |
| 2018년 소라구미 톱스타 취임 |      |                                                         |                                        | |                                   |
| 1                           | 소라 | WEST SIDE STORY                                         | 도쿄국제포럼                           | 토니 | 톱 오히로메 공연                  |
| 3 - 6                       | 소라 | 하늘은 붉은 강가                                        | 다카라즈카 대극장 도쿄 다카라즈카 극장 | 카일 무르실리 | 톱 대극장 오히로메 공연           |
| 3 - 6                       | 소라 | 시트러스의 바람 -Sunrise-                               | 다카라즈카 대극장 도쿄 다카라즈카 극장 | | 톱 대극장 오히로메 공연           |
| 7 - 8                       | 소라 | WEST SIDE STORY                                         | 우메다예술극장                         | 토니 |                                   |
| 10 - 12                     | 소라 | 시라사기의 성                                           | 다카라즈카 대극장 도쿄 다카라즈카 극장 | 코오토쿠이 토모카게 / 아베 야스나리 / 키비노 마키비 / 쿠리바야시 요시나가 / 제례의 남자                              |                                   |
| 10 - 12                     | 소라 | 이방인들의 르네상스                                     | 다카라즈카 대극장 도쿄 다카라즈카 극장 | 레오나르도 다 빈치                                                                                                   |                                   |
| 2019년                      |      |                                                         |                                        | |                                   |
| 2                           | 소라 | 검은 눈동자                                             | 하카타좌                               | 니콜라이 안드레이치 그리뇨프                                                                                         |                                   |
| 2                           | 소라 | VIVA! FESTA! in HAKATA                                  | 하카타좌                               | |                                   |
| 4 - 7                       | 소라 | 오션스 11                                               | 다카라즈카 대극장 도쿄 다카라즈카 극장 | 대니 오션 |                                   |
| 8 - 9                       | 소라 | 추억의 바르셀로나                                       | 전국투어                               | 프란시스코 아우스트리아                                                                                              |                                   |
| 8 - 9                       | 소라 | NICE GUY!!                                              | 전국투어                               | |                                   |
| 11 - 2020년 2               | 소라 | El Japón -이스파니아의 사무라이-                        | 다카라즈카 대극장 도쿄 다카라즈카 극장 | 카마타 하루미치 |                                   |
| 11 - 2020년 2               | 소라 | 아쿠아비테 (aquavitae) !!                               | 다카라즈카 대극장 도쿄 다카라즈카 극장 | |                                   |
| 2020년                      |      |                                                         |                                        | |                                   |
| 8 - 9                       | 소라 | FLYING SAPA                                             | 우메다예술극장 일생극장                | 오바크 |                                   |
| 11 - 2021년 2               | 소라 | 아나스타시아                                            | 다카라즈카 대극장 도쿄 다카라즈카 극장 | 디미트리 |                                   |
| 2021년                      |      |                                                         |                                        | |                                   |
| 4                           | 소라 | Hotel Svizra House                                      | 도쿄건물 Brillia HALL                  | 로베르트 폰 암스베르크                                                                                               |                                   |
| 6 - 9                       | 소라 | 셜록 홈즈 -The Game Is Afoot!-                          | 다카라즈카 대극장 도쿄 다카라즈카 극장 | 셜록 홈즈 |                                   |
| 6 - 9                       | 소라 | Délicieux! -감미로운 파리-                              | 다카라즈카 대극장 도쿄 다카라즈카 극장 | |                                   |
| 11 - 12                     | 소라 | 바론의 후예                                             | 전국투어                               | 에드워드 / 로렌스 |                                   |
| 11 - 12                     | 소라 | 아쿠아비테 (aquavitae) !!                               | 전국투어                               | |                                   |
| 2022년                      |      |                                                         |                                        | |                                   |
| 2 - 5                       | 소라 | NEVER SAY GOODBYE                                       | 다카라즈카 대극장 도쿄 다카라즈카 극장 | 조르주 말로 |                                   |
| 6                           | 소라 | FLY WITH ME                                             | 도쿄 가든시어터                        | |                                   |
| 8 - 11                      | 소라 | HiGH&LOW-THE PREQUEL-                                   | 다카라즈카 대극장 도쿄 다카라즈카 극장 | 코브라 (히노 타테헤)                                                                                                 |                                   |
| 8 - 11                      | 소라 | Capricciosa!!                                           | 다카라즈카 대극장 도쿄 다카라즈카 극장 | |                                   |
| 2023년                      |      |                                                         |                                        | |                                   |
| 1                           | 소라 | MAKAZE IZM                                              | 도쿄국제포럼                           | |                                   |
| 3 - 6                       | 소라 | 카지노 로얄 ~내 이름은 본드~                            | 다카라즈카 대극장 도쿄 다카라즈카 극장 | |                                   |

## 출연 이벤트
- 2007년 1월, 『맑고 바르고 아름답게』
- 2009년 11월, 제 50회 기념 『다카라즈카 무용회』
- 2009년 12월, 다카라즈카 스페셜 2009『WAY TO GLORY』
- 2011년 4월, 『노바・보사・노바』 전야제
- 2011년 12월, 다카라즈카 스페셜 2011 『내일로 이룰 꿈』
- 2012년 12월, 다카라즈카 스페셜 2012 『더・스타즈! 〜프레・프레・센테니얼〜』
- 2014년 4월, 다카라즈카 가극 100주년 꿈의 제전 『시간을 연주하는 제비꽃들』
- 2014년 12월, 다카라즈카 스페셜 2014 『Thank you for 100 years』
- 2015년 3월, 유즈키 레온 디너쇼 『The REON!!』
- 2015년 5월, 『왕가에 바치는 노래』 전야제
- 2015년 12월, 다카라즈카 스페셜 2015 『New Century，Next Dream』
- 2016년 12월, 다카라즈카 스페셜 2016 『Music Succession to Next』
- 2017년 6 - 7월, 『다카라즈카 파리제 2017』 주연
- 2017년 12월, 다카라즈카 스페셜 2017 『쥬템므・레뷰 -몽・파리 탄생 90주년-』
- 2018년 2월, 『소라구미 탄생 20주년 기념 이벤트』
- 2019년 10월, 제 55회 『다카라즈카 무용회 〜祝舞御代煌（いわいまうみよのきらめき）〜』
- 2019년 12월, 다카라즈카 스페셜 2019 『Beautiful Harmony』

## TV 출연
- 2014년 1월, 후지테레비 『SMAP×SMAP』 - 스마신하이스쿨
- 2014년 12월, 후지테레비 『2014 FNS 가요제』
- 2015년 4월, 후지테레비 『수요 가요제』
- 2017년 12월, 후지테레비 『2017 FNS 가요제 제1야』
- 2019년 1월, NHK 『톱스타가 말하는 다카라즈카』

## CF 출연
- 2011년, 아식스 『BC WALKER』
- 2019년 - , 『이와타니 산업』

## 수상 이력
- 2011년, 『다카라즈카 가극단 년도상』 - 2010년도 신인상
- 2011년, 『한큐 스미레회 팬지상』 - 신인상
- 2014년, 『다카라즈카 가극단 년도상』 - 2013년도 노력상
- 2016년, 『다카라즈카 가극단 년도상』 - 2015년도 노력상
- 2019년, 『한큐 스미레회 팬지상』 - 남역상
- 2021년, 『다카라즈카 가극단 년도상』 - 2020년도 우수상